# Lijst van voetbalinterlands Chili - Trinidad en Tobago
Deze lijst van voetbalinterlands is een overzicht van alle officiële voetbalwedstrijden tussen de nationale teams van Chili en Trinidad en Tobago. De landen speelden tot op heden een keer tegen elkaar. Dat was een vriendschappelijke wedstrijd op 5 mei 2010 in Iquique.

## Wedstrijden
| № | Plaats  | Datum      | Competitie        | Wedstrijd                  | Uitslag |
| - | ------- | ---------- | ----------------- | -------------------------- | ------- |
| 1 | Iquique | 5 mei 2010 | Vriendschappelijk | Chili – Trinidad en Tobago | 2 – 0   |

## Samenvatting
| Competitie        | Totaal gespeeld | Winst Chili | Gelijk | Winst Trinidad en T. | Doelsaldo Chili – Trinidad en T. |
| ----------------- | --------------- | ----------- | ------ | -------------------- | -------------------------------- |
| Vriendschappelijk | 1               | 1           | 0      | 0                    | 2 − 0                            |
| Totaal            | 1               | 1           | 0      | 0                    | 2 − 0                            |

Wedstrijden bepaald door strafschoppen worden, in lijn met de FIFA, als een gelijkspel gerekend.

## Details

### Eerste ontmoeting
| Vriendschappelijk (Iquique, Chili, 5 mei 2010): |       |                    |
| Chili                                           | 2 – 0 | Trinidad en Tobago |
| Pedro Morales 2' Sebastián Toro 48'             | goals |                    |